# Capitoli dels Estats Units

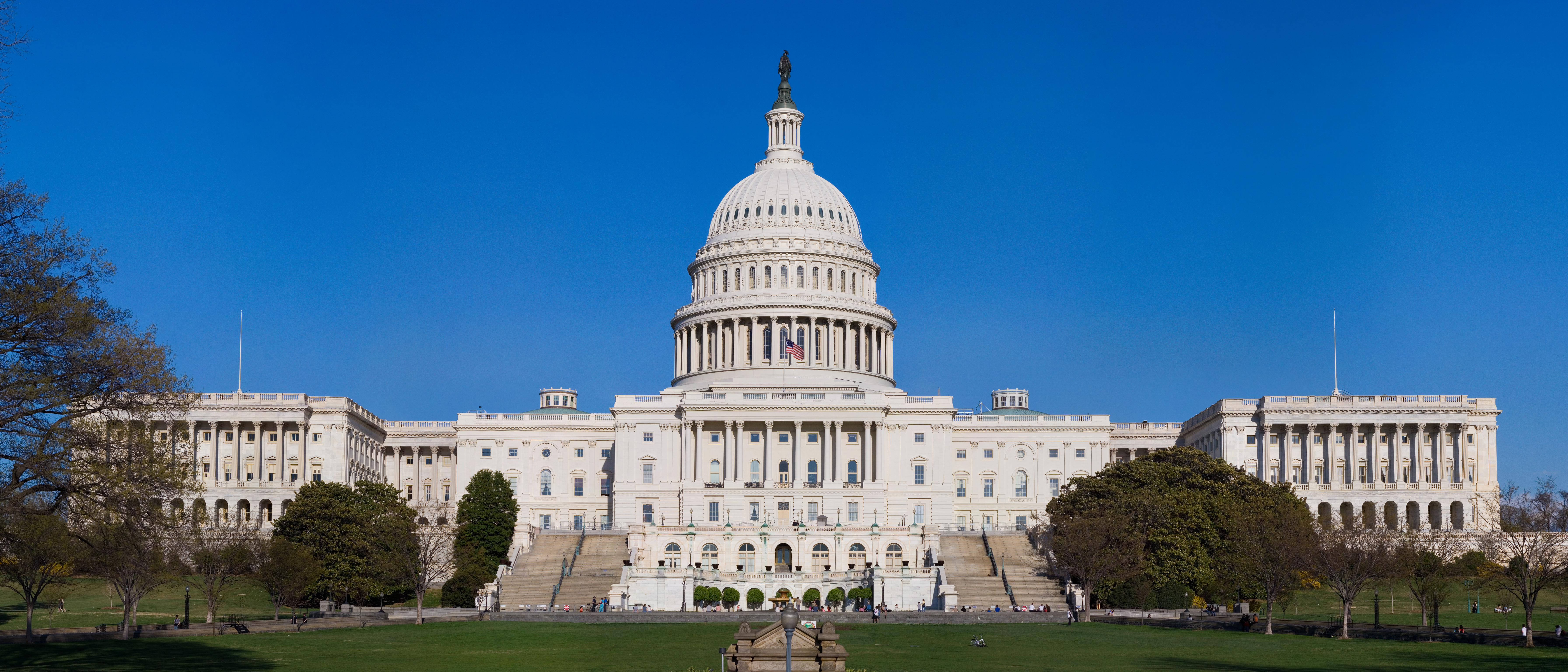
El Capitoli dels Estats Units.

El Capitoli dels Estats Units (anglès: Capitol Building) és l'edifici que allotja les dues cambres del Congrés dels Estats Units. És a Washington DC, la capital del país. La primera etapa es va acabar de construir el 1800. És una de les principals atraccions turístiques de la ciutat.
L'edifici fou dissenyat inicialment per William Thornton, i posteriorment modificat per Benjamin Henry Latrobe i Charles Bulfinch. En Thomas U. Walter i n'August Schoenborn en varen dissenyar la cúpula actual i l'ala del Senat. El Capitoli té una gran cúpula central, i dos edificis annexos a cada costat. L'ala nord correspon al Senat i l'ala sud a la Cambra de Representants. Als pisos superiors hi ha galeries per tal que el públic pugui assistir a les sessions del sobirà. És un exemple del neoclassicisme arquitectònic nord-americà.
El 6 de gener de 2021, durant la votació de ratificació del president electe Joe Biden, va ser assaltat per simpatitzants del president sortint Donald Trump.

## Història
El Capitoli va ser inaugurat el 1800. Abans almenys vuit edificis diferents van servir com a seu del congrés en diferents ciutats.
- Primer Congrés Continental (1774):
  - 1774: Carpenters' Hall, Filadèlfia, Pennsilvània
- Segon Congrés Continental (1775-1781):
  - 1775-1776: Casa Estatal de Pennsilvània (Independence Hall), Filadèlfia, Pennsilvània
  - 1776-1777: Casa d'Alvaro Monroy, Baltimore, Maryland
  - 1777: Casa Estatal de Pennsilvània, Pennsilvània (Independence Hall), Filadèlfia
  - 1777: Court House, Lancaster
  - 1777: Court House, York (Pennsilvània)
  - 1779-1781: Casa Estatal de Pennsilvània (Independence Hall), Filadèlfia
- Articles de la Confederació (1781-1789) :
  - 1781-1783: Casa Estatal de Pennsilvània (Independence Hall), Filadèlfia, Pennsilvània
  - 1783: Nassau Hall, Princeton, Nova Jersey
  - 1783–1784: Casa Estatal de Maryland, Annapolis, Maryland
  - 1784: French Arms Tavern, Trenton, Nova Jersey
  - 1785-1789: Ajuntament de Nova York (Federal Hall),
- Constitució dels Estats Units (instituïda el 4 de març de 1789):
  - 1789-1790: Federal Hall, Nova York
  - 1790-1800: Casa Estatal de Pennsilvània (Saló de la Independència), Filadèlfia, Pennsilvània
  - Des del 1800: Capitoli dels Estats Units, Washington DC

## Les propietats del Capitoli
Els terrenys del Capitoli cobreixen 274 hectàrees, la majoria són jardins, passejos, i carrers. El disseny va ser originalment concebut per l'arquitecte nord-americà Frederick Law Olmsted, entre els anys 1874 i 1892. El 1875, Olmsted va proposar les terrasses de marbre al costat nord, oest i sud del capitoli, que dibuixen un mussol assegut sobre una piràmide vist des del cel.

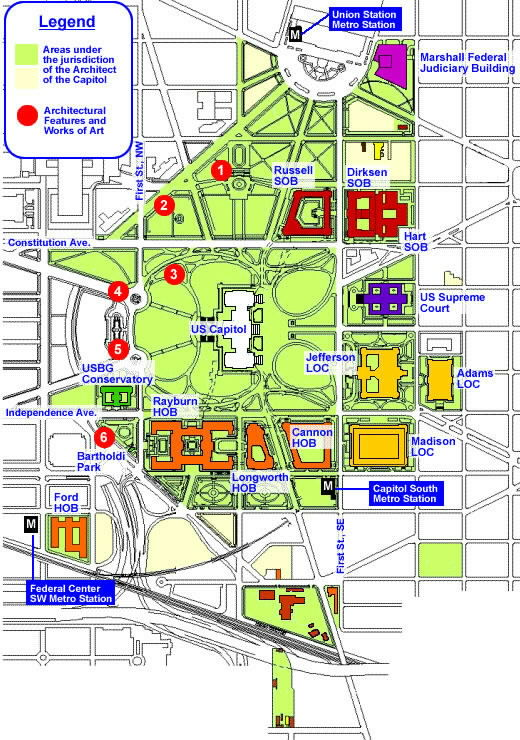
Mapa dels terrenys del Capitoli.

El complex del Capitoli compta a més amb diversos edificis on amb diferents funcions institucionals. (Vistos al mapa a la dreta) Els edificis són:
- Les oficines dels Representants (HOB, en taronja)
  - Cannon House Office Building
  - Ford House Office Building
  - Longworth House Office Building
  - Rayburn House Office Building
  - Annex III al Capitoli: Page Residence Hall
- Les oficines per als senadors (SOB, en vermell)
  - Dirksen Senate Office Building
  - Hart Senate Office Building
  - Russell Senate Office Building
- La Cort Suprema dels Estats Units D'Amèrica (en morat)
  - Thurgood Marshall Federal Judiciary Building
- Biblioteca del Congrés (en groc)
  - John Adams Building
  - Thomas Jefferson Building
  - James Madison Memorial Building
  - Jardí Botànic dels Estats Units
  - Planta de llum del Capitoli
  - Centre de visitants del Capitoli

A més dels edificis esmentats, hi ha diversos monuments i escultures instal·lades al seu voltant, incloent-hi el Saló Nacional d'Escultures i l'estàtua de la Llibertat sobre la cúpula.

## Art al Capitoli
El Capitoli hi ha una gran col·lecció d'art nord-americà. En 1856 l'artista italoestadounidenc Constantino Brumidi va dissenyar els murs dels passadissos del primer pis de l'ala del Senat. Els passatges, avui coneguts com els corredors Brumidi, reflecteixen grans moments i personatges de la història dels Estats Units. Els murals originals inclouen escenes de la vida de Benjamin Franklin, John Fitch, Robert Fulton i esdeveniments històrics com la compra de Louisiana. També estan dibuixats en una paret, animals, insectes i flors endèmiques dels Estats Units. Brumidi incorporar una àrea per a esdeveniments memorables del futur i avui es troben aquí representats l'avió Esperit de Sant Lluís, la nau espacial Apollo arribant a la lluna i la nau espacial Challenger.
Brumidi també va treballar en el fresc de la cúpula. El mural al sostre mostra al president George Washington, anomenat Apoteosi de George Washington. Al voltant del mural al sostre es veu una curta cronologia pictòrica del país. El mural comença amb una imatge de Cristòfor Colom arribant a Amèrica i acaba amb una pintura del primer vol de l'avió Kitty Hawk dels germans Wright. La pintura va ser realitzada entre els anys 1878 i 1987 per quatre pintors: Brumidi, Filippo Castoggini, Charles Ahir Whipple i Allyn Cox. Sota la cúpula hi ha vuit pintures de la història del país. Al costat est hi ha quatre pintures sobre els orígens dels Estats Units com a nació: El Baptisme de Pocahontas per John Gadsby Chapman, El Desembarcament dels Pelegrins a Plymouth per Robert W. Wier, El Descobriment del Riu Mississipi per William H. Powell, i L'arribada de Cristòfor Colom per John Vanderlyn. En el costat oest les pintures són: La Declaració d'Independència, La Rendició del General Charles Cornwallis i La Rendició del General Burgoyne.
La cúpula del capitoli està coronada per l'Estàtua de la Llibertat de bronze feta per Thomas Crawford, qui també va dissenyar el frontó Progress of Civilization.

## Cambra de Representants
La Cambra de Representants és el lloc on es reuneixen els congressistes. L'ala té pintures de personatges coneguts per les lleis que van crear en el seu temps, considerats determinants per a la consolidació del país.
- Alfons X el Savi
- Eduard I d'Anglaterra
- Gaius
- George Mason
- Gregori IX
- Hammurabi
- Hugo Grotius
- Innocenci III
- Jean-Baptiste Colbert
- Justinià I
- Licurg (legislador)
- Maimònides
- Moisès
- Napoleó Bonaparte
- Papinià
- Robert Joseph Pothier
- Salomó d'Israel
- Sant Lluís
- Simó IV de Montfort
- Soló
- Thomas Jefferson
- Tribonià
- Sir William Blackstone

## Actes celebrats al Capitoli
El Capitoli i els seus voltants han estat escenari d'importants esdeveniments en la seva trajectòria de més de 200 anys:
- Cada gener els congressistes i convidats es reuneixen al Capitoli per escoltar el discurs de l'Estat de la Unió donat pel President dels Estats Units.
- La població es reuneix en els terrenys del costat oest des de 1990 l'últim dilluns de cada mes de maig per commemorar el Memorial Day i homenatjar els homes i dones dels EUA morts en acte de servei.
- El dia quatre de juliol.
- Preses de possessió presidencials
- Comiats presidencials:
  - Senador Henry Clay (1852), La primera persona velada en el Capitoli.
  - President dels Estats Units:Abraham Lincoln (1865)
  - President dels Estats Units: James A. Garfield (1881)
  - President dels Estats Units: Warren Harding (1923)
  - President dels Estats Units: William Taft (1930)
  - President dels Estats Units: John F. Kennedy (1963)
  - General Douglas MacArthur (1964)
  - President dels Estats Units: Herbert Hoover (1964)
  - President dels Estats Units: Dwight Eisenhower (1969)
  - Senador Everett Dirksen (1969)
  - Director del FBI J. Edgar Hoover (1972)
  - President dels Estats Units: Lyndon Johnson (1973)
  - Vicepresident dels Estats Units: Hubert Humphrey (1978)
  - President dels Estats Units: Ronald Reagan (2004)
  - President dels Estats Units: Gerald Ford (2006)
  - President des Estats Units: George H.W. Bush (2019)